# فرانسيسكو سوسا دوس سانتوس
فرانسيسكو سوسا دوس سانتوس (بالبرتغالية: Francisco Sousa dos Santos‏) (مواليد 27 يوليو 1989)، هو لاعب كرة قدم يلعب كلاعب وسط لعب سابقاً في نادي دبا الفجيرة.

## وصلات خارجية
- فرانسيسكو سوسا دوس سانتوس على موقع رابطة كرة القدم اليابانية للمحترفين (اليابانية)
- فرانسيسكو سوسا دوس سانتوس على موقع قاعدة بيانات كرة القدم.إي يو (الإنجليزية)
- فرانسيسكو سوسا دوس سانتوس على موقع بيانات كرة القدم. دي إي (الألمانية)
- فرانسيسكو سوسا دوس سانتوس على موقع Soccerway.com (الإنجليزية)
- فرانسيسكو سوسا دوس سانتوس على موقع عالم كرة القدم.نت (الإنجليزية)